# John Onaiyekan
John Olorunfemi Onaiyekan (Kabba, Nigeria, 29 de enero de 1944) es cardenal, Arzobispo de Abuya, Nigeria.
En 1963 entró en el Seminario Mayor de san Pedro y san Pablo en Bodija. Dos años más tarde se trasladó a Roma para completar su formación en el Pontificio Colegio Urbano de Propaganda Fide y ese mismo año, 1969, fue ordenado sacerdote el 3 de agosto. Enseñó en la Universidad de St. Kizito, Isanlu, y fue rector del St. Clement Junior Seminary, Lokoja.
Obtuvo la licenciatura en Sagrada Escritura en el Pontificio Instituto Bíblico y un doctorado en teología bíblica en la Pontificia Universidad Urbaniana. En 1977 fue nombrado vicerrector y, en 1979, rector del Seminario Mayor de san Pedro y san Pablo.
En 1980 fue nombrado miembro durante cinco años de la Comisión Teológica Internacional y de la Comisión Internacional para el diálogo entre católicos y metodistas. El 10 de septiembre de 1982, Juan Pablo II lo nombró Obispo titular de Thunusuda y Auxiliar de la diócesis de Llorina. Recibió la ordenación episcopal el 6 de enero de 1983. Así se convirtió en el obispo más joven de Nigeria. El 20 de octubre de 1984 fue nombrado obispo de Ilorin y, seis años más tarde, el 7 de julio de 1990, Obispo Coadjutor de Abuya, a la que sucedió como Obispo el 28 de septiembre de 1992.
De 1992 a 2006 fue miembro de la Comisión inter-conesional Faith and Order del Consejo Mundial de las Iglesias. El 26 de marzo de 1994, cuando el Papa estableció Abuya como sede metropolitana, se convirtió en su primer arzobispo. Ese mismo año fue elegido vicepresidente de la Conferencia Episcopal de Nigeria, de la que fue presidente desde 1999 hasta 2006.
Dio la bienvenida a Juan Pablo II en su visita apostólica a Nigeria en 1998 y desempeñó un papel importante entre los obispos de África y en las organizaciones para el diálogo interreligioso y ecuménico. Fue presidente de la Asociación de las Conferencias Episcopales de África Occidental anglófona y de 2004 a 2007, trabajó como Presidente del Simposio de las Conferencias Episcopales de África y Madagascar. Como miembro del Consejo Interreligioso de Nigeria, se desempeñó como Copresidente del Consejo Africano de Líderes Religiosos y Presidente de la Asociación Cristiana de Nigeria de la que había sido Vicepresidente desde 1996 hasta 2003.
Monseñor Onaiyekan participó en el Sínodo sobre la Nueva Evangelización (octubre de 2012). Es bien conocido por su trabajo incansable por la paz en Nigeria. Ha recibido condecoraciones en su país y en el extranjero, incluyendo el Premio Internacional de Pax Christi el 31 de octubre de 2012 en Bruselas. También fue candidato al Premio Nobel de la Paz, junto con un representante musulmán de Nigeria, con quien promovió una serie de iniciativas contra el fundamentalismo.
Fue creado y proclamado cardenal por Benedicto XVI en el consistorio del 24 de noviembre de 2012, con el título de San Saturnino.
Fue miembro de la Congregación para la Doctrina de la Fe (confirmación in aliud quinquennium el 16 de enero de 2018 y confirmación  usque ad octogesimum annum aetatis el 16 de enero de 2023). También fue miembro del Pontificio Consejo para la Familia.
El 6 de septiembre de 2016 fue nombrado miembro de la Congregación para el Culto Divino y la Disciplina de los Sacramentos, hasta 2022.

## Escritos
- The Priesthood Among the Owe-Yoruba of Nigeria and in Pre-monarchial Ancient Israel: A Comparative Study. Pontificia Universitas Urbaniana. 1975.

- The Nigerian Christian in politics: notes for a talk. 2007.

- Seeking Common Grounds: Inter-religious Dialogue in Africa. Paulines Publications Africa. 2013. ISBN 9789966087713.

- Dividends of Religion in Nigeria. University of Ilorin. 2011.

- Repositioning Nigeria to greatness: the moral challenges of resource management in the 21st century. National Institute for Policy and Strategic Studies. 2006.

- Thy Kingdom Come: Democracy and Politics in Nigeria Today: a Catholic Perspective. Gaudium et Spes Institute. 2003. ISBN 9789783620292.

- Onaiyekan, Bishop John (1 de enero de 1984). «De dignitate et jure hominis status quaestionis in "Tertio Mundo"». Gregorianum 65 (2/3): 473-481. Consultado el 20 de septiembre de 2015.